# Fondo Regional para la Innovación Digital en América Latina y el Caribe (FRIDA)
El Fondo Regional para la Innovación Digital en América Latina y el Caribe, también conocido como proyecto FRIDA, es un programa generado por el Registro de Direcciones de Internet para América Latina y Caribe (LACNIC en inglés) para impulsar el desarrollo de la sociedad de la información en Latinoamérica.

## Historia
Fundado en 2004 cuenta con apoyo del Instituto para la Conectividad de las Américas, el Centro Internacional de Investigaciones para el Desarrollo (ambas canadienses), Internet Society y Agencia Sueca Internacional de Cooperación al Desarrollo.

## Fondos
Para la designación de fondos en su modalidad premios, subvenciones y escalamiento el análisis de los proyectos es realizado por un comité.

### Subvenciones
Es un apoyo económico para proyectos de investigación e iniciativas innovadoras en fase inicial que promuevan un acceso a internet y el desarrollo social.

### Escalamiento
Ofrecen un incentivo económico para proyectos ya exitosos buscando un crecimiento en su escala social.

### Premios FRIDA
Es un reconocimiento a iniciativas tecnológicas por su impacto social en dos ramas, Premio Tecnologías y Género y Premio Redes Comunitarias.